# Arsenał ’88
Arsenał '88 – Wystawa Młodej Plastyki Polskiej, zorganizowana w 1988 roku w Warszawie.
Organizatorami ogólnopolskiego przedsięwzięcia byli m.in.: Leszek Jampolski i Jarosław M. Daszkiewicz z warszawskiej Galerii Brama. Wystawę zorganizowano w warszawskiej Hali Gwardii. Wystawie towarzyszyły koncerty, pokazy filmowe, performance. Otwarcie wystawy było transmitowane przez TVP2. Podczas ceremonii zamknięcia zaśpiewał Czesław Niemen. W ciągu sześciu tygodni obejrzało ją sto tysięcy osób. Porównywano ją do wystawy zorganizowanej w 1955 przez Centralne Biuro Wystaw Artystycznych zwanej „Arsenałem” (Ogólnopolska Wystawa Młodej Plastyki „Przeciw wojnie – przeciw faszyzmowi”).
Na wystawie zaprezentowano prace 389 współczesnych, młodych artystów (pokolenie 1950–1965) w różnych dziedzinach: malarstwie, rzeźbie, grafice, fotografice i innych formach wyrazu artystycznego. Autorami prac prezentowanych na wystawie byli m.in. Leszek Żegalski, Jerzy Kopeć, Janusz Akermann, Anna Ziaja, Dorota Brodowska, Zdzisław Nitka, Jacek Rykała, Aleksander Roszkowski, Anna Tokarczyk-Szmit. Jurorami byli m.in. Roman Opałka i Franciszek Starowieyski.
Wystawa została upamiętniona przez album w nakładzie 5000 egzemplarzy oraz krótki film dokumentalny zrealizowany przez WFD.
Z okazji dwudziestolecia wystawy „Arsenał' 88” w 2008 roku zorganizowano w Centrum Olimpijskim w Warszawie okolicznościową wystawę „Arsenał '88 - 20 lat po…”.